# 納希爾內 (斯特雷區)
48°53′23″N 23°14′57″E / 48.88972°N 23.24917°E
納希爾内（烏克蘭語：Нагірне），是烏克蘭的村庄，位於該國西部利沃夫州，由斯特雷區科焦瓦市鎮負責管轄，始建於1835年，面積4.93平方公里，海拔高度765米，2001年該城鎮人口133。